# Miss São Paulo 1955
Miss São Paulo 1955 foi a 2ª edição do tradicional concurso de beleza feminino do Estado, o Miss São Paulo, cujo objetivo era selecionar a melhor jovem paulista para a disputa da faixa e da coroa de Miss Brasil 1955, também designada como a representante brasileira no Miss Universo 1955. Trinta e duas (32) candidatas demonstraram interesse e se candidataram ao título. A vencedora foi a representante do "Esporte Clube Floresta", Ethel Chiaroni, enfaixada pela sua antecessora, Baby Lomani, no dia 3 de junho daquele ano nos salões do antigo Palácio Muá.

## Resultados

### Colocações
| Posição    | Candidata |
| Vencedora  | - São Paulo - Ethel Chiaroni                                                                                       |
| Finalistas | - São Paulo - Darcy Coria - São Paulo - Monique Abreu - São Paulo - Núria Coelho - São Paulo - Regina Maura Vieira |

### Sobre a vencedora
| “ | Estudante de idiomas e de dança, a mais bela paulista tem 18 anos de idade e suas medidas são: altura, 1.69; peso, 60kg; busto, 98; cintura, 59; e quadris, um metro. | ” |

## Candidatas
Disputaram o título: 

### Interior
| - Avaré - Mary Monteiro - Araçatuba - Neusa Nunes de Oliveira - Campinas - Maria Helena de Melo - Campinas - Maria Aparecida Gerin - Campinas - Ester Belfi - Campinas - Maria da Graça Fernandes - Campinas - Lilian Quiliel - Campinas - Zulma von Zastrow - Campinas - Dália von Zastrow - Catanduva - Elza Gonçalves da Silva - Itapira - Gilma de Ulhôa Cintra | - Itapira - Ana Luiza Adan - Indaiatuba - Aparecida Sanches - Marília - Maria Helena Godói - Marília - Maria Aparecida Xavier - Marília - Daisy Basta - Marília - Maria Adelaide - Piracicaba - Raquel de Toledo - Piracicaba - Helena Zacarias - Sorocaba - Eurides Passarelli - Sorocaba - Darci Ascani Antonelli - Sorocaba - Avani Roberto |

### Capital
- São Paulo - Darcy Coria

- São Paulo - Ethel Chiaroni

- São Paulo - Irani Arato

- São Paulo - Lúcia Maria Godói

- São Paulo - Mônica Lee

- São Paulo - Monique Abreu

- São Paulo - Núria Coelho

- São Paulo - Olga Schoneri

- São Paulo - Regina Maura Vieira

- São Paulo - Rosa Terezinha Sales